# Si no nosotros, ¿quién?
Si no nosotros, ¿quién? (en alemán Wer wenn nicht wir?) es una película alemana rodada en 2010 y dirigida por Andres Veiel. 

## Ficha artística
- August Diehl: Bernward Vesper
- Lena Lauzemis: Gudrun Ensslin
- Alexander Fehling: Andreas Baader
- Thomas Thieme: Will Vesper
- Imogen Kogge: Rose Vesper
- Michael Wittenborn: Helmut Ensslin
- Susanne Lothar: Ilse Ensslin

## Palmarés cinematográfico
Se exhibió en la selección oficial del Festival de Berlín 2011.
En el Festival de Cine de Sevilla 2011 recibió el Giraldillo de plata a la mejor película y premio al mejor actor.